# Araguaia
Araguaia (portugalski: Rio Araguaia) je velika brazilska rijeka duga - 2 627 km, koja čitavim svojim tokom teče kroz Brazil, do svog ušća, u rijeku Tocantins.

## Zemljopisne karakteristike
Araguaia izvire na Brazilskoj visoravni, na istoku države Mato Grosso, na nadmorskoj visini od 760 m, kod mjesta Alto Araguaia.
Araguaia gotovo pravolinijski teče prema sjeveroistoku do svog ušća u rijeku Tocantins. Obale su obrasle prašumama u kojima živi ili je živjelo više indijanskih plemena, među kojima su najpoznatiji Carajá s otoka Bananal, Javahé i Xavante; a od starijih populacija pleme Morçegos za koje Xavante kažu da su živjeli u pećinama, a prvi ih spominje Fawcett. U svom gornjem toku Araguaia formira granicu između država Mato Grosso i Goiás, pa zatim između Goiása i Tocantinsa.U svom srednjem toku rijeka se razdvaja na dva rukavca u dužini od nekih 320 km stvarajući tako najveći riječni otok na svijetu Ilha do Bananal.
Veći zapadni rukavac ima brojne slapove i brzake, tako da nije plovan, dok je manji istočni plovan za manje brodove. U svom donjem toku Araguaia formira granicu između država Pará i Tocantins. 

Araguaia ima porječje od 358 125 km² i prosječni istjek od 6 172 m³/s na ušću u Tocantins. Na rijeci je krajem 20. stoljeća izgrađeno nekoliko hidroelektrana, da se iskoristi njen veliki hidropotencijal. 
U gornjem toku rijeke ima velikih još neiskorištenih nalazišta urana, bakra, kobalta, cinka i dijamanata.

## Riblje vrste
U Araguaiji žive od ribljih vrsta poimence:
- Ammoglanis diaphanus, porodica Trichomycteridae, demersalna
- Apareiodon machrisi, Parodontidae, benthopelagijska
- Aspidoras belenos, Callichthyidae, benthopelagijska
- Boulengerella cuvieri, Ctenoluciidae, pelagijska
- Caquetaia spectabilis, Cichlidae, benthopelagijska
- Curimata acutirostris, Curimatidae, benthopelagijska
- Farlowella henriquei, Loricariidae, demersalna
- Hemiodus tocantinensis, Hemiodontidae, benthopelagijska
- Hoplerythrinus unitaeniatus, Erythrinidae, pelagijska
- Hyphessobrycon amandae, Characidae, benthopelagijska
- Hyphessobrycon haraldschultzi, Characidae, benthopelagijska
- Loricaria lata, Loricariidae, demersalna
- Otocinclus tapirape, Loricariidae, demersalna
- Pamphorichthys araguaiensis, Poeciliidae, benthopelagijska
- Pinirampus pirinampu, Pimelodidae, demersalna
- Potamobatrachus trispinosus, Batrachoididae, demersalna
- Retroculus lapidifer, Cichlidae, benthopelagijska
- Rhinopetitia myersi, Characidae, benthopelagijska
- Rivulus zygonectes, Rivulidae, benthopelagijska
- Roeboides microlepis Characidae, benthopelagijska
- Scoloplax distolothrix, Scoloplacidae, demersalna
- Semaprochilodus brama, Prochilodontidae, benthopelagijska
- Spectrolebias semiocellatus, Rivulidae, benthopelagijska, endemska
- Thayeria boehlkei, Characidae, pelagijska
- Tometes trilobatus, Characidae, pelagijska
- Trichomycterus punctatissimus, Trichomycteridae, benthopelagijska
- Utiaritichthys sennaebragai, Characidae, benthopelagijska

## Vanjske poveznice
- Araguaia River na portalu Encyclopædia Britannica